# Marina Nigg
Marina Nigg (Vaduz, 24 aprile 1984) è un'ex sciatrice alpina liechtensteinese.

## Biografia

### Stagioni 2000-2007
Originaria di Gamprin e attiva in gare FIS dal dicembre del 1999, la Nigg esordì in Coppa Europail 21 dicembre 2002 a Zwiesel in slalom gigante (31ª); nella stessa stagione partecipò anche ai Mondiali juniores del Briançonnais.
Il 25 ottobre 2003 disputò la sua prima gara in Coppa del Mondo, lo slalom gigante di Sölden, senza qualificarsi alla seconda manche. Tra il 2003 e il 2007 la sua partecipazione al massimo circuito internazionale fu saltuaria, sebbene abbia preso parte ai Mondiali di Bormio/Santa Caterina Valfurva 2005, suo esordio iridato (senza concludere né lo slalom gigante né lo slalom speciale) e a quelli di Åre 2007 (33ª nello slalom speciale).

### Stagioni 2008-2014
All'inizio della stagione 2007-2008 conquistò i suoi primi punti in Coppa del Mondo con il 18º posto nello slalom speciale di Reiteralm del 10 novembre; nel 2008 ottenne in slalom speciale anche gli unici suoi due podi in Coppa Europa, l'8 gennaio a Turnau (2ª) e il 26 gennaio a Lenggries (3ª). Sempre in slalom speciale, ai Mondiali di Val-d'Isère 2009 fu 20ª e ai XXI Giochi olimpici invernali di Vancouver 2010, suo esordio olimpico, 22ª.
L'11 gennaio 2011 ottenne il suo miglior piazzamento in Coppa del Mondo, chiudendo lo slalom speciale di Flachau all'11º posto; gareggiò quindi nello slalom speciale ai Mondiali di Garmisch-Partenkirchen 2011 (senza concludere la prova), a quelli di Schladming 2013, suo congedo iridato (29ª) e ai XXII Giochi olimpici invernali di Soči 2014, sua ultima presenza olimpica (21ª). Si ritirò al termine di quella stessa stagione; la sua ultima gara in Coppa del Mondo fu lo slalom speciale di Kranjska Gora del 2 febbraio, che non completò, e la sua ultima gara in carriera fu lo slalom speciale dei Campionati liechtensteinesi 2014, il 30 marzo a Malbun, chiuso dalla Nigg al 18º posto.

## Palmarès

### Coppa del Mondo
- Miglior piazzamento in classifica generale: 64ª nel 2008

### Coppa Europa
- Miglior piazzamento in classifica generale: 31ª nel 2008
- 2 podi:
  - 1 secondo posto
  - 1 terzo posto

### Campionati liechtensteinesi
- 11 medaglie[1]:
  - 6 ori (slalom speciale nel 2009; slalom speciale nel 2010; slalom speciale nel 2011; slalom speciale nel 2012; slalom speciale nel 2013; slalom speciale nel 2014)
  - 3 argenti (slalom speciale nel 2002; slalom speciale nel 2006; slalom gigante nel 2009)
  - 2 bronzi (slalom gigante nel 2006; slalom gigante nel 2008)

### Campionati svizzeri
- 3 medaglie[1][2]
  - 1 oro (slalom speciale nel 2010)
  - 2 argenti (slalom speciale nel 2005; slalom speciale nel 2011)